# FC Ordabasy

Previous club crest

FC Ordabasy (tiếng Kazakh: Ордабасы Футбол Клубы) là một câu lạc bộ bóng đá Kazakhstan có sân nhà là Sân vận động K. Munaitpasov ở Shymkent. Ordabasy được thành lập vào tháng 7 năm 2000 với tên gọi FC Dostyk, do sự hợp nhất của hai đội bóng ở Giải bóng đá ngoại hạng Kazakhstan, FC Zhiger và FC Tomiris.

## Lịch sử
Cùng với sự thành lập câu lạc bộ giữa mùa giải 2000, FC Dostyk đổi tên thành FC Ordabasy trước mùa giải 2003.
Ordabasy giữ lịch sử của cả hai đội Zhiger và Tomiris:
| - 1949: Thành lập với tên gọi Dinamo Shymkent - 1960: Đổi tên thành Yenbek - 1961: Đổi tên thành Metallurg - 1981: Đổi tên thành Meliorator - Tháng Sáu, 1992: Đổi tên thành Zhiger | - 1992: Thành lập với tên gọi Arsenal-SKIF - 1993: Đổi tên thành SKIF-Ordabasy - 1998: Đổi tên thành Tomiris - 1999: Đổi tên thành Sintez - 2000: Đổi tên thành Tomiris |

### Lịch sử giải quốc gia
| Mùa giải | Giải đấu | Giải đấu | Giải đấu | Giải đấu | Giải đấu | Giải đấu | Giải đấu | Giải đấu | Giải đấu | Cúp bóng đá Kazakhstan | Vua phá lưới                          | Vua phá lưới | Huấn luyện viên                                                |
| Mùa giải | Hạng     | Vị thứ   | St       | T        | H        | B        | BT       | BB       | Đ        | Cúp bóng đá Kazakhstan | Cầu thủ                               | Giải đấu     | Huấn luyện viên                                                |
| -------- | -------- | -------- | -------- | -------- | -------- | -------- | -------- | -------- | -------- | ---------------------- | ------------------------------------- | ------------ | -------------------------------------------------------------- |
| 2000     | thứ 1    | 13th     | 28       | 5        | 4        | 19       | 24       | 53       | 19       |                        | Seitzhan Baibossynov                  | 14           | H.Shamil / K.Kamalovich                                        |
| 2001     | thứ 1    | thứ 16   | 32       | 4        | 9        | 19       | 28       | 58       | 21       |                        | Yuri Gura                             | 5            | B.Isaevich                                                     |
| 2002     | thứ 2    | 3rd      | 24       | 13       | 3        | 8        | 37       | 28       | 42       |                        |                                       | 6            | H.Shamil                                                       |
| 2003     | thứ 1    | thứ 6    | 32       | 15       | 4        | 13       | 33       | 29       | 49       |                        | S.Nazarov                             | 6            | S.Shevchenko / T.Khakimovich / B.Daniyarovich                  |
| 2004     | thứ 1    | thứ 14   | 36       | 11       | 7        | 18       | 37       | 43       | 40       |                        | Alexander Krochmal                    | 9            | B.Daniyarovich / V.Linchevskiy / F.Urdabaev / B.Daniyarovich / |
| 2005     | thứ 1    | thứ 6    | 30       | 14       | 7        | 9        | 30       | 27       | 49       |                        | Aleksandr Krokhmal                    | 15           | A.Vaganov                                                      |
| 2006     | thứ 1    | thứ 13   | 30       | 8        | 8        | 14       | 29       | 36       | 32       |                        | Murat Suyumagambetov                  | 13           | A.Vaganov / K.Kamalovich / A.Suyumagambetov / K.Kamalovich     |
| 2007     | thứ 1    | thứ 9    | 30       | 9        | 11       | 10       | 28       | 29       | 38       | Á quân                 | D.Djurdjevic                          | 7            | M.Bragonje                                                     |
| 2008     | thứ 1    | thứ 12   | 30       | 7        | 9        | 14       | 25       | 44       | 30       | Vòng 16 đội            | Tanat Nusserbayev                     | 6            | B.Baimukhammedov / J.Nikolić / K.Kamalovich                    |
| 2009     | thứ 1    | thứ 7    | 26       | 10       | 6        | 10       | 33       | 30       | 36       | Vòng Hai               | Dmitri Parkhachev                     | 9            | V.Nikitenko                                                    |
| 2010     | thứ 1    | thứ 8    | 32       | 12       | 9        | 11       | 37       | 34       | 45       | Bán kết                | Daurenbek Tazhimbetov                 | 8            | A.Yurevich                                                     |
| 2011     | thứ 1    | thứ 6    | 32       | 11       | 10       | 11       | 41       | 36       | 28       | Winner                 | Daurenbek Tazhimbetov                 | 11           | A.Yurevich / V.Pasulko                                         |
| 2012     | thứ 1    | thứ 7    | 26       | 10       | 9        | 7        | 29       | 24       | 39       | Tứ kết                 | Mansour Gueye / Daurenbek Tazhimbetov | 7            | V.Pasulko                                                      |
| 2013     | thứ 1    | thứ 6    | 32       | 11       | 8        | 13       | 33       | 34       | 23       | Tứ kết                 | Edin Junuzović                        | 12           | V.Masudov                                                      |
| 2014     | thứ 1    | thứ 4    | 32       | 13       | 5        | 14       | 34       | 44       | 27       | Vòng Hai               | Artem Kasyanov                        | 7            | V.Pasulko / K.Karakulov / S.Širmelis                           |
| 2015     | thứ 1    | thứ 4    | 32       | 12       | 10       | 10       | 32       | 31       | 29       | Vòng Hai               | Erkebulan Tungyshbaev                 | 7            | S.Širmelis / V.Kumykov / B.Baiseitov                           |
| 2016     | thứ 1    | thứ 4    | 32       | 13       | 9        | 10       | 41       | 44       | 48       | Tứ kết                 | Alexander Geynrikh                    | 10           | B.Baiseitov                                                    |

### Lịch sử giải châu lục
| Mùa giải | Giải đấu                                            | Vòng     | Câu lạc bộ         | Sân nhà | Sân khách | Tổng tỉ số |
| -------- | --------------------------------------------------- | -------- | ------------------ | ------- | --------- | ---------- |
| 1996–97  | Cúp các câu lạc bộ đoạt cúp bóng đá quốc gia châu Á | Vòng Một | Turan Daşoguz      | 5–1     | 0–0       | 5–1        |
| 1996–97  | Cúp các câu lạc bộ đoạt cúp bóng đá quốc gia châu Á | Vòng Hai | Semetei Kyzyl-Kiya | 7–2     | 0–1       | 7–3        |
| 1996–97  | Cúp các câu lạc bộ đoạt cúp bóng đá quốc gia châu Á | Tứ kết   | Esteghlal          | 0–1     | 0–0       | 0–1        |
| 2012–13  | UEFA Europa League                                  | 1Q       | FK Jagodina        | 0–0     | 1–0       | 1–0        |
| 2012–13  | UEFA Europa League                                  | 2Q       | Rosenborg          | 1–2     | 2–2       | 3–4        |
| 2015–16  | UEFA Europa League                                  | 1Q       | Beitar Jerusalem   | 0–0     | 1–2       | 1–2        |
| 2016–17  | UEFA Europa League                                  | 1Q       | Čukarički          | 3–3     | 0–3       | 3–6        |

## Danh hiệu
Giải bóng đá hạng nhất quốc gia Kazakhstan (2)1998 (Tomiris), 2001 (Dostyk)
Cúp bóng đá Kazakhstan (2)2011, 2022
Cúp bóng đá Kazakhstan (1)2012

## Đội hình hiện tại
Tính đến 17 tháng 11 năm 2024
Ghi chú: Quốc kỳ chỉ đội tuyển quốc gia được xác định rõ trong điều lệ tư cách FIFA. Các cầu thủ có thể giữ hơn một quốc tịch ngoài FIFA.
| Số | VT | Quốc gia   | Cầu thủ              |
| -- | -- | ---------- | -------------------- |
| 1  | TM | Kazakhstan | Bekkhan Shayzada     |
| 5  | HV | Kazakhstan | Gafurzhan Suyumbayev |
| 7  | TĐ | Uzbekistan | Shokhboz Umarov      |
| 8  | TV | Kazakhstan | Askhat Tagybergen    |
| 9  | TV | Kazakhstan | Bauyrzhan Islamkhan  |
| 10 | TĐ | Uzbekistan | Jasurbek Yakhshiboev |
| 13 | HV | Kazakhstan | Sagadat Tursynbay    |
| 14 | TV | Kazakhstan | Samat Zharynbetov    |

| Số | VT | Quốc gia   | Cầu thủ                           |
| -- | -- | ---------- | --------------------------------- |
| 16 | HV | Kazakhstan | Alikhan Uteshev                   |
| 17 | HV | Serbia     | Zlatan Šehović (mượn từ Partizan) |
| 19 | TV | Ukraina    | Yevhen Makarenko                  |
| 21 | TV | Kazakhstan | Yerkebulan Tungyshbayev           |
| 22 | HV | Kazakhstan | Sultanbek Astanov                 |
| 23 | HV | Kazakhstan | Temirlan Yerlanov                 |
| 25 | HV | Kazakhstan | Serhiy Malyi                      |
| 35 | TM | Kazakhstan | Azamat Zhomartov                  |

### Nhân viên
- Huấn luyện viên thủ môn:  Oleg Voskoboynikov

### Lịch sử huấn luyện viên
| - Hafiz Shamil (1999) - Vait Talgayev (1 tháng 8 năm 1999–31 tháng 12 năm 1999) - Hafiz Shamil (2000) - Kenzhebaev Kamalovich (2000) - Berdymukhamedov Isaevich (2001) - Hafiz Shamil (2002) - Serhiy Shevchenko (1 tháng 1 năm 2003–15 tháng 4 năm 2003) - Timur Khakimovich (2003) - Bakhtiar Daniyarovich (2003–04) - Vladimir Linchevskiy (2004) - Faizulla Urdabaev (2004) - Bakhtiar Daniyarovich (2004) - Andrei Vaganov (2005–06) - Kenzhebaev Kamalovich (2006) | - Ali Suyumagambetov (2006) - Kenzhebaev Kamalovich (2006) - Marco Bragonje (2007) - Berdymukhamedov Isaevich (2008) - Jovica Nikolić (2008) - Kenzhebaev Kamalovich (2008) - Vladimir Nikitenko (1 tháng 1 năm 2009–31 tháng 12 năm 2009) - Anatoliy Yurevich (1 tháng 1 năm 2010–12 tháng 4 năm 2011) - Viktor Pasulko (1 tháng 4 năm 2011–31 tháng 12 năm 2012) - Vakhid Masudov (1 tháng 1 năm 2013–11 tháng 4 năm 2013) - Viktor Pasulko (11 tháng 4 năm 2013 – 13 tháng 3 năm 2014) - Kuanysh Karakulov (13 tháng 3 năm 2014 – 3 tháng 4 năm 2014) - Saulius Širmelis (3 tháng 4 năm 2014–) |